# Generaladmiral
Generaladmiral var en dansk, nederlandsk, tysk, russisk, portugisisk, spansk og svensk militær rang. Titlen er historisk blevet tildelt højtrangerende, militære eller ceremonielle ledere i starten af den moderne tid i Europa.

## Danmark
I Danmark er generaladmiral en ældre betegnelse for den øverstkommanderende over den danske flåde. Under generaladmiralen stod en generaladmiral-løjtnant.

## De forenede Nederlande
I de Forenede Nederlande var den øverstbefalende for Koninklijke Marine en generaladmiral (normalt Fyrsten af Oranien).

## Det tredje Rige
Generaladmiral var en overordnet rang i den tyske Kriegsmarine for admiral, men underordnet Großadmiral. Generaladmiral var en firestjernet admiralsgrad tilsvarende en admiral i Royal Navy og United States Navy. I den traditionelle tyske rangorden frem til 2. verdenskrig tilsvarede en admiral den britiske og amerikanske viceadmiral. Den tilsvarende landmilitære grad var Generaloberst.
I 1943 udstedte man et direktiv, der betød, at Oberbefehlshaber der Kriegsmarine ("Flådechefen") skulle have graden Generaladmiral. Han skulle dog bære ærmedistinktioner tilsvarende storadmiral, mens skulderepauletterne skulle svare til den reelle grad Generaladmiral.
En lignende praksis blev benyttet i den tyske hær, hvor Generaloberster kunne bære fire stjerner på skulderen, når man bestred en post, der normalt ville påkræve en feltmarskal.
Rangen Generaladmiral blev første gang tildelt den senere storadmiral Erich Raeder den20. april 1936.
Andre generaladmiraler var:
- Conrad Albrecht (1. april 1939)
- Alfred Saalwächter (1. januar 1940)
- Rolf Carls (19. juli 1940)
- Hermann Boehm (1. april 1941)
- Karl Witzell (1. april 1941)
- Otto Schultze (31. august 1942)
- Wilhelm Marschall (1. february 1943)
- Otto Schniewind (1. marts 1944)
- Walter Warzecha (1. marts 1944)
- Oskar Kummetz (16. september 1944)
- Hans-Georg von Friedeburg (1. maj 1945)

Det er værd at bemærke, at Karl Dönitz blev forfremmet til storadmiral uden først at være Generaladmiral.

## Russiske kejserrige
Generaladmiral (russisk: генера́л-адмира́л) var den højeste rang i den kejserlige russiske flåde og tilsvarede rangen feltmarskal. Rangen var primært ceremoniel og blev kun tildelt en person, som regel chefen for flådeministeriet, som primært var beslægtet med Romanov-familien.
I alt blev rangen tildelt ni gange:
- Greve Francois Lefort (1695)
- Greve Fjodor Golovin (first Russian chancellor) (1700)
- Greve Fjodor Apraksin (1708)
- Greve Heinrich Ostermann (1740; afskediget 1741)
- Prince Mikhail Golitsyn (1756)
- Storfyrste (Kejser siden 1796) Paul 1. (1762)
- Greve Ivan Cernysev (1796)
- Storfyrste Konstantin Nikolajevitj (1831).
- Storfyrste Aleksej Aleksandrovitj (1883).

Generaladmiral-rangen blev afskaffet efter den russiske revolution. Graden blev ikke genindført, men man valgte at genbruge distinktionerne i perioden 1935-40. Rangen Sovjetunionens flådeadmiral (Admiral Flota Sovetskogo Soyuza Kuznetsov) kan betragtes som en moderne ækvivalent.

## Spanien
Almirante general er en rang i Armada Española og er placeret over en admiral, men underordnet en kaptajngeneral.

## Kongeriget Portugal
Almirante-general var den højeste rang i Marinha Portuguesa i perioden 1808-1812og igen i 1892-1910. Den tilsvarende rang i Portugals hær var marechal-general("generalfeltmarskal").
Rangen blev oprindeligt oprettet i 1808 og blev tildelt flådens øverstbefalende. Almirante-general havde samme funktion som de tidligere capitão-general da armada (Flådens kaptajngeneral), som blev nedlagt i 1796, og ansvaret blev overført til admiralitetskollegiet. Første gang, Almirante-general blev tildelt, var et enkeltstående tilfælde og blev kun givet til Infante Pedro Carlos de Bragança, og man udnævnte ikke en ny efter hans død i 1812.
I 1892 genindførte man titlen almirante-general som en mere ceremoniel rang, der blev tildelt Emanuel 2. af Portugal frem til monarkiets ophør i 1912. Han havde desuden også rangenmarechal-general.

## Sverige
I Sverige benyttede man to forskellige titler, amiralgeneral og generalamiral.
Hans Wachtmeister blev som den eneste benådet med titlen amiralgeneral i 1681 af Karl 11. af Sverige.
Titlen generalamiral blev benyttet af en række andre officerer.
- Lorentz Creutz den ældre 1675-1676.
- Henrik Horn
- Henrik af Trolle 1780-1784.
- Carl August Ehrensvärd 1792-1794
- Johan af Puke 1812
- Victor von Stedingk 1818
- Olof Rudolf Cederström 1823-1828

## I film
"Admiral General" Aladeen fra Diktatoren er en parodi på ledere, der giver sig selv bombastiske, militære titler.